# Coropinakreek
De Coropinakreek is een zwartwaterrivier in het Para district van Suriname. De rivier heeft zijn bron in de moerasbossen in het zuiden van Para, meandert door het district, en vloeit in de Pararivier.

## Geschiedenis
De Coropinakreek was oorspronkelijk bewoond door inheemse Karaïben. In 1679 werden de kolonisten door de Karaïben aangevallen. Een van de haarden van verzet was het dorpje Pipebo aan de Coropinakreek. In 1686 werd een vredesverdrag gesloten met de inheemse volken.
Langs de Pararivier en de Coropinakreek werden plantages gesticht en in 1737 was de inheemse bevolking verdreven naar de Parasavanne.
Aan de Coropinakreek bevonden zich voornamelijk houtplantages. Na de afschaffing van de slavernij in 1861 werden de verlaten plantages verdeeld in gronden, en verkocht aan de voormalige slaven.
In het begin van de 20e eeuw werd het recreatieoord Scheveningen geopend aan de Coropinakreek, en trok veel gezinnen voor dagrecreatie. Scheveningen bestaat niet meer, maar de recreatieoorden Bersaba en Colakreek aan de gelijknamige zijrivier worden druk bezocht.
In 1933 werd een pomp- en zuiveringsinstallatie gebouwd in Republiek die Paramaribo en het omringende gebied voorziet van drinkwater. Sinds de jaren 1960 komen Braziliaanse maanvissen in de rivier voor.

## Galerij

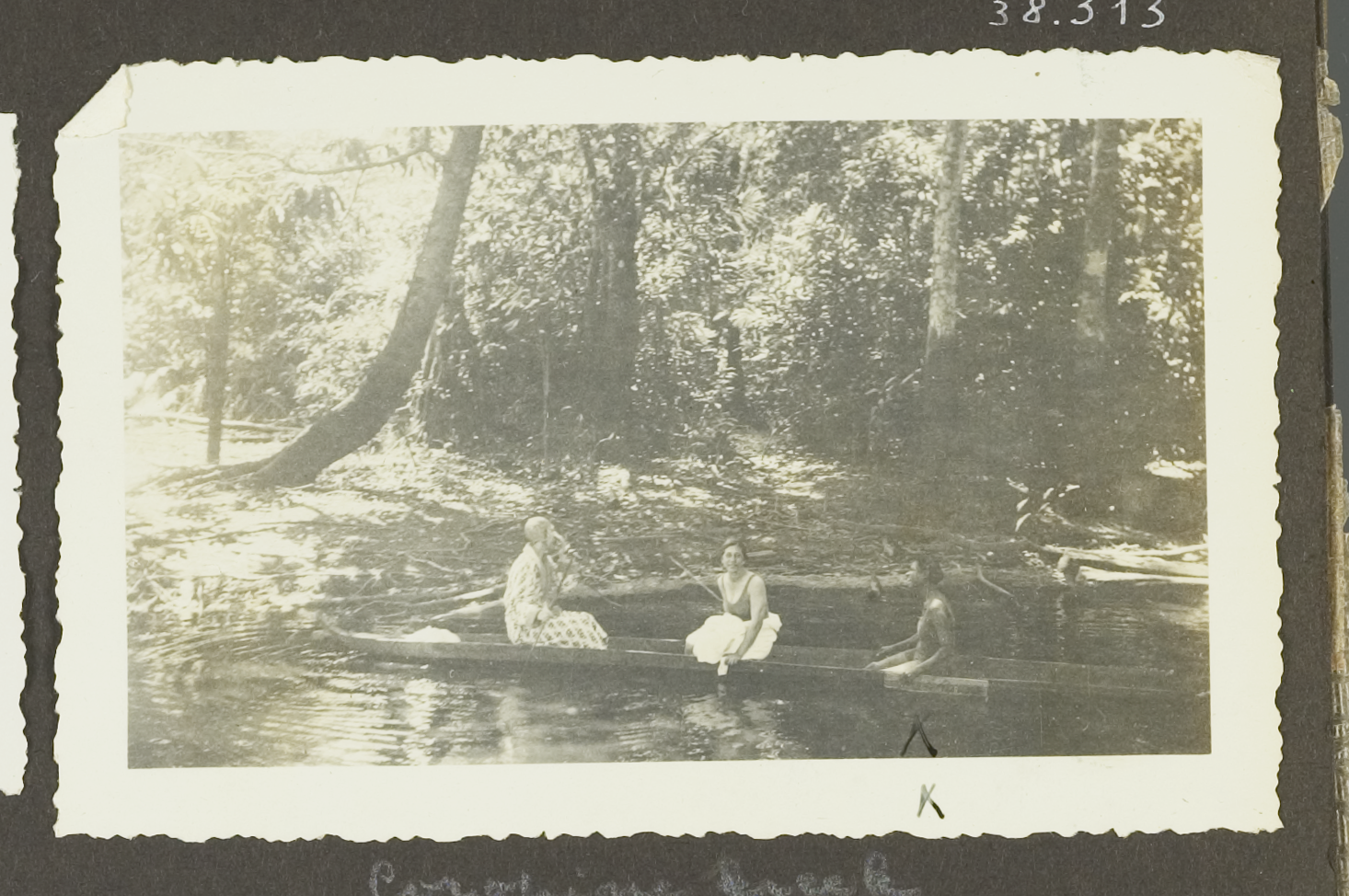
Vakantie aan de Coropinakreek (1936)
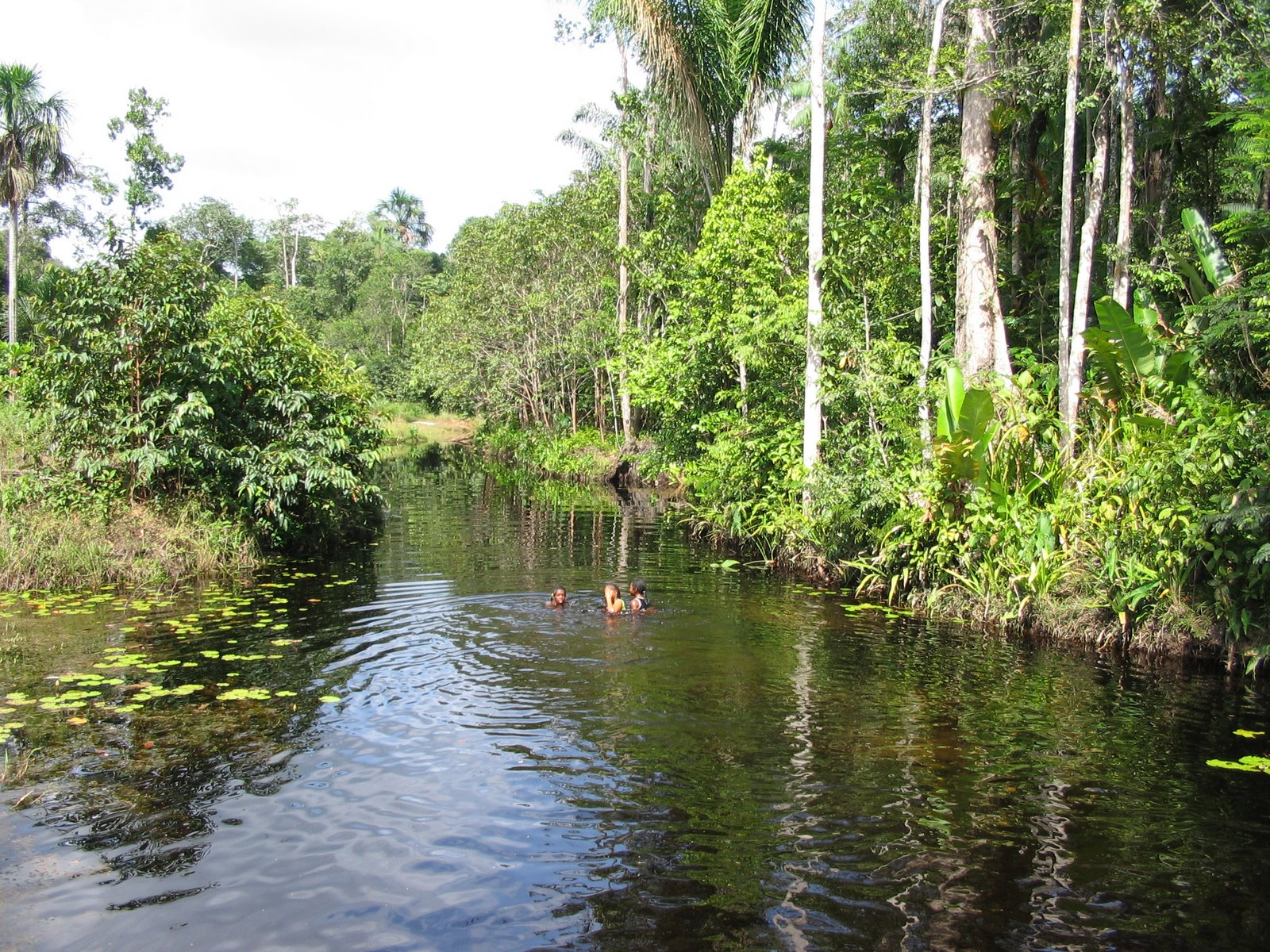
Kinderen in Colakreek
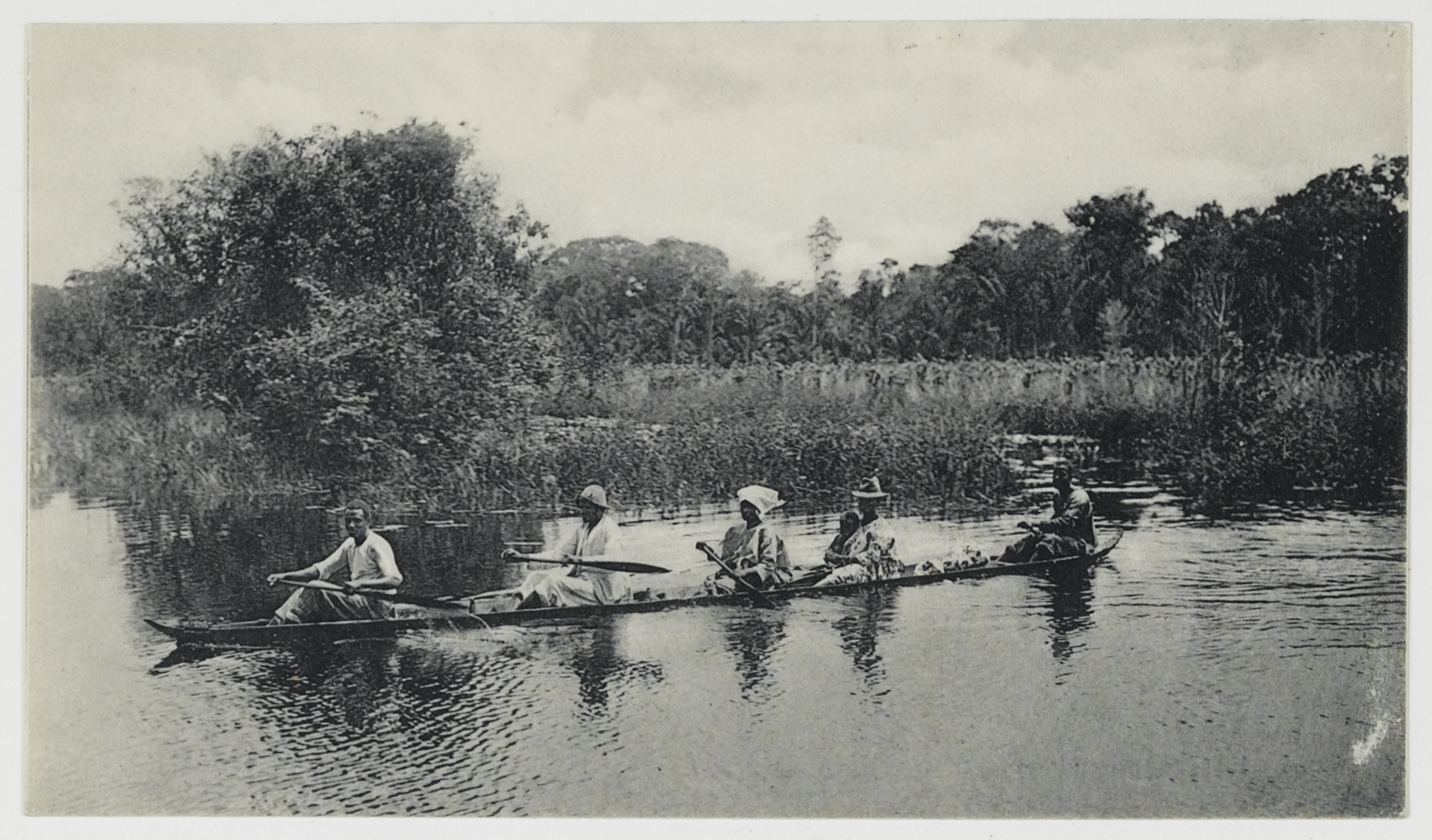
Kano in de Coropinakreek (voor 1920)